# Tizen
Tizen (произносится «та́йзен») — открытая операционная система на базе ядра Linux, предназначенная для широкого круга устройств, включая смартфоны, интернет-планшеты, носимые устройства, такие как умные часы и фитнес-браслеты, компьютеры, автомобильные информационно-развлекательные системы, «умные» телевизоры и цифровые камеры, разрабатываемая и управляемая такими корпорациями, как Intel и Samsung, входящими в Technical Steering Group (TSG), и поддерживаемая Linux Foundation и Tizen Association. Является наследником MeeGo, LiMo и bada. Поддерживает аппаратные платформы на процессорах архитектур ARM и x86.

## Название
В названии «Tizen» сочетаются связность от «Tie» (соединение), активность от «Rise» (подъём) и медитативные качества от «Zen» (Дзен). Логотипом Tizen (Tizen Logo) являются заглавные буквы TIZEN, написанные шрифтом Pluto Bold с некоторыми изменениями, а символом Tizen является Tizen Pinwheel (вертушка).

## История

Tizen и мобильное ПО, с которым связана эта система

Предшественники Tizen

27 сентября 2011 года организации LiMo Foundation и Linux Foundation официально объявили о запуске новой open-source программной платформы на базе Linux для широкого спектра устройств под названием Tizen. Работу над данным проектом возглавили Samsung и Intel, сотрудничающие с консорциумом LiMo Foundation.
1 января 2012 года LiMo Foundation был переименован в Tizen Association, в которую вошли следующие 12 компаний: Samsung, Intel, Huawei, Fujitsu, NEC, Panasonic, KT, Sprint, SK Telecom, Orange, NTT docomo, Vodafone.
Первый выпуск системы и её SDK состоялся 5 января 2012 года в виде альфа-версии. Бета-версия вышла 27 февраля 2012, а 30 апреля 2012 вышла финальная версия Tizen 1.0 под кодовым названием Larkspur. В мае 2012 года было продемонстрировано устройство для разработчиков (reference device) RD-210 с предустановленной Tizen 1.0, выполненное на базе модели Samsung Galaxy S2 HD.
16 сентября 2012 года под эгидой Linux Foundation была создана рабочая группа Automotive Grade Linux, в которую вошли Jaguar Land Rover, Nissan, Toyota, Aisin AW, Denso, Feuerlabs, Fujitsu, Harman, Intel, NEC, Nvidia, Reaktor, Renesas, Samsung, Symbio, Texas Instruments, Tieto и целью которой является разработка единой платформы для автомобильных информационно-развлекательных систем. В качестве проекта, на основе которого разрабатывается платформа, выбран Tizen.
25 сентября 2012 года вышла версия Tizen 2.0 alpha под кодовым названием Magnolia.
В 2013 году Samsung объединил проект bada с Tizen.
18 февраля 2013 года вышла финальная версия Tizen 2.0 Magnolia и её SDK. В конце февраля 2013 года на выставке Mobile World Congress 2013 в Барселоне было продемонстрировано второе устройство для разработчиков (reference device) RD-PQ с предустановленной Tizen 2.0 Magnolia, выполненное на базе модели Samsung Galaxy S3.
17 мая 2013 года вышла Tizen 2.1 под кодовым названием Nectarine и её SDK.
23 мая 2013 года на конференции Tizen Developer Conference 2013 в Сан-Франциско компанией Intel была анонсирована Tizen 3.0 для ноутбуков, нетбуков, ультрабуков, выпуск которой запланирован на 2014 год.
22 июля 2013 года были опубликованы Tizen SDK и исходный код версии 2.2.
В конце августа 2013 года стало известно, что компанию NEC, ушедшую с рынка смартфонов, в Tizen Association заменил корейский оператор связи LG U+, контролируемый LG Group.
9 ноября 2013 года были опубликованы Tizen SDK и исходный код версии 2.2.1.
11 ноября 2013 года на конференции Tizen Developer Summit в Сеуле было объявлено, что членами Tizen Association стали ещё 36 компаний — производители электроники и программного обеспечения, издатели игр, мобильные операторы: 11 Bit Studios, ACCESS, appbackr, AppCarousel, ArtSpark Holdings, Celsys, Citymaps, Crucial Tec, eBay, F@N Communications, Goo Technologies, Nokia HERE, HI Corporation, Igalia S.L., KeyPoint Technologies, KONAMI, Konantech, McAfee, Mobica, Monotype Imaging, Mutecsoft, Neos Corporation, NTT Data MSE, Open Mobile, Panasonic, PCPhase, Quixey, Reaktor Fusion, Sharp, Symphony Teleca, Systena, The Weather Channel, Tieto, TrendMicro, TuneIn Radio, YoYo Games. Также стало известно о новой «облегчённой» версии платформы — профиль Tizen Mobile Light (Lite) — для мобильных устройств начального уровня (с экранами невысокого разрешения — 320×240 QVGA и 480×320 HVGA). Полная версия платформы — профиль Tizen Mobile Full — предназначена для устройств среднего и верхнего ценового сегментов (с экранами разрешения от 800×480 WVGA до 1280×720 HD).
13 февраля 2014 года Tizen Association объявила, что к партнёрской программе присоединилось ещё 15 компаний: AccuWeather, Acrodea, Baidu, CloudStreet, Cyberlightning, DynAgility, Gamevil, Inside Secure, Ixonos, Nomovok, Piceasoft, Red Bend Software, SoftBank Mobile, Sprint, ZTE.
3 февраля 2014 года были анонсированы два новых ответвления платформы Tizen — для «умных» телевизоров и носимой электроники (например, «умных» часов). Изначально профиль платформы для носимой электроники назывался Tizen Mobile Micro, позднее получил название Tizen Wearable.
17 марта 2014 года была опубликована Tizen SDK for Wearable 1.0.0 Beta1; 22 апреля была опубликована Tizen SDK for Wearable 1.0.0 Beta2.
Со 2 по 4 июня 2014 года в Сан-Франциско проходила конференция Tizen Developer Conference 2014, где был представлен первый Tizen-смартфон Samsung Z и показан прототип умного телевизора Tizen TV. 2 июня 2014 были опубликованы Tizen SDK и исходный код версии Tizen 2.3 alpha для профилей Mobile и Wearable.
3 сентября 2014 года на выставке IFA в Берлине было представлено третье поколение «умных» часов от Samsung — модель Gear S на Tizen, а также была опубликована Tizen SDK for Wearable 1.0.0 Beta3.
8 ноября 2014 года была опубликована финальная Tizen SDK 2.3 для профилей Mobile и Wearable.
4 февраля 2015 года вышла Tizen IVI 3.0, а 9 февраля был опубликован исходный код Tizen 2.3.
22 сентября 2016 года глава ИСП РАН Арутюн Аветисян рассказал, что для поиска ошибок в исходном коде Tizen используется статический анализатор Svace, разработанный в ИСП РАН.
16-17 мая 2017 года в отеле Hilton Union Square в Сан-Франциско (США, Калифорния) проходила большая международная конференция Tizen-разработчиков TDC2017 под эгидой её фактического владельца, южнокорейского конгломерата Samsung. В рамках мероприятия была анонсирована новая модель бюджетного Tizen-смартфона Samsung Z4 (релиз состоялся в июне того же года), который стал продолжением линейки мобильных Tizen-устройств Samzung Z1, Samung Z2 и Samsung Z3. В отличие от предшественников, которые использовали более раннюю версию платформы (Tizen 2.4), новый смартфон работал на Tizen 3.0. По сообщению разработчиков, аппарат получил расширение функций и лучшую производительность. Вся указанная выше линейка смартфонов продавалась на ограниченном количестве рынков развивающихся стран (Индия, Пакистан, Египет, Индонезия, ЮАР, Бангладеш, Шри-Ланка, Перу, Боливия, ЮАР, Кения, Нигерия) и никогда официально не поставлялась в Северную Америку и Европу. Однако в Россию некоторое время официально поставлялись специально адаптированные партии защищённых смартфонов Samsung Z3 для госсектора. По сообщениям профильных ресурсов, большую партию таких аппаратов заказал Газпром. На TDC2017 представители Samsung официально объявили о последующей экспансии Tizen-смартфонов на рынки наиболее развитых стран. Индустриальные инсайдеры публиковали сведения о разработке как среднебюджетных, так и премиальных моделей, включая Tizen-смартфоны со складными дисплеями.
В сообщениях южнокорейских СМИ отмечалось, что фактический глава Samsung Electronics, внук основателя конгломерата, Ли Джей-ён, в то время лично курировал проект по переходу мобильных устройств Samsung на собственную платформу Tizen. Однако разразившийся в том же 2017 году коррупционный скандал вокруг тогдашнего президента Южной Кореи Пак Кын-хе и вероятных связях её приближённой с Samsung, прервал процесс перехода мобильного подразделения на платформу Tizen. Причиной послужил арест Ли Джей-ёна, без личной поддержки которого проект мобильной версии Tizen был сочтён руководством подразделения Samsung Mobile слишком рискованным и они продолжили совместную работу с Google над платформой Android.
С 2015 года все новые модели смарт-телевизоров марки Samsung используют исключительно платформу Tizen. Она пришла на смену прежней Orsay OS и отличается лучшей производительностью, безопасностью и гибкостью. Тогда же были запущены новые продукты на Tizen, включая потребительские VR-камеры, смарт-холодильники с интерактивными дисплеями серии Family Hub, роботы-пылесосы, премиальные стиральные машины, кондиционеры, очистители воздуха, различная кухонная техника и т. д.
В октябре 2017 года на конференции разработчиков Samsung (SDC2017) было представлено много новых продуктов на Tizen OS, включая VR-камеры, UHD Blu-Ray плееры с функциями смарт-ТВ, решения для «умного дома» и т. д. Особый интерес участников конференции вызвала профессиональная 3D VR-камера Samsung 360 Round с комплектом высокопроизводительного оборудования для видеомонтажа 3D VR-программ и 3D VR-стриминга.
В то время как практически все подразделения конгломерата Samsung стали постепенно переводить свои новые продукты на платформу Tizen (включая как бытовую электронику, так и профессиональные решения типа гигантских электронных вывесок, информационных дисплеев и медицинского оборудования), подразделение Samsung Mobile, при отсутствии жёсткого контроля со стороны арестованного Ли Джей-ёна, продолжало вести игру, идущую вразрез с политикой (своё «железо» и свой софт) основателей конгломерата: вслед за смартфонами, в 2021 году они прекратили использовать Tizen в смарт-часах, подписав долгосрочное («кабальное», по мнению ряда отраслевых экспертов) соглашение с Google и перевели эти устройства на критикуемую многими IT-специалистами платформу WearOS (бывшая Android Wear).
В 2020—2022 гг. в линейке Tizen-продуктов Samsung появились такие новые позиции как смарт-мониторы и смарт-проекторы, включая как бюджетные, так и премиальные модели.
В 2022 году наследник основателей «империи Samsung» Ли Джей-ён был помилован властями и досрочно покинул место заключения. Осенью 2022 было объявлено, что Ли-младший официально утверждён в качестве главы Samsung Electronics, основного генератора доходов конгломерата Samsung. С этого момента руководство стало постепенно возвращаться к прежнему генеральному курсу на создание единой операционной платформы для всех электронных устройств марки Samsung. Было объявлено, что TIZEN Smart TV (крупнейшая в мире по рыночной доле платформа для «умных» телевизоров) становится открытой для сторонних производителей: Samsung Electronics объявила о партнёрстве со множеством производителей телевизоров, включая компании Atmaca, HKC, Tempo, а также Bauhn, Linsar, Sunny и Vispera; теперь эти и другие вендоры смогут использовать Tizen OS в своих телевизорах.
Отныне Tizen, помимо Samsung, используется производителями брендов смарт-телевизоров (включая Akai, Bauhn, Linsar, RCA, Vispera, Sunny и Axen); первоначально указанные марки появятся в таких странах как Австралия, Новая Зеландия, Великобритания, Испания, Италия, Турция и Франция, в дальнейшем количество новых производителей Tizen-телевизоров и география продаж будут существенно расширены.
В октябре 2022 года, в рамках конференции разработчиков Samsung (SDC22), были подведены итоги 10-летнего юбилея универсальной операционной платформы TIZEN и рассказано о перспективах её дальнейшего развития, например, в роботизированных устройствах с искусственным интеллектом. Были анонсированы возможности готовящейся к релизу версии Tizen 7.0 и заявлено скором появлении новых продуктов на этой платформе.
Поскольку транснациональный конгломерат Samsung владеет контрольным пакетом акций проекта TIZEN, было объявлено, что конечной целью разработчиков этой ОС является переход всех продуктов различных подразделений Samsung на единую платформу Tizen (в настоящее время практически вся линейка смарт-девайсов этой марки работает на Tizen, за исключением смартфонов, планшетов, смарт-часов и компьютеров). Несмотря на временное прекращение работы Tizen Store для смартфонов, разработка соответствующего профиля для таких устройств продолжается, равно как и для смарт-часов (несмотря на переход к WearOS от Google для последних моделей Galaxy Watch4 и Galaxy Watch5). Объявлено о разработке и последующем выпуске новых продуктов на Tizen, которые появятся на глобальном рынке в ближайшие годы.
В 2024 году Samsung начала рассылать сообщения пользователям о прекращении поддержки операционной системы для смарт-часов к концу 2025 года.
Актуальные смарт-часы Samsung работают под управлением операционной системы Wear OS с элементами кода Tizen, которую компания развивает совместно с Google; оболочка Samsung на этих устройствах называется One UI Watch.
В начале 2025 года конгломерат Samsung представил новые продукты на базе Tizen OS в рамках крупнейшей ежегодной выставки потребительской электроники CES, проходящей в Лас-Вегасе (США). В частности, были представлены новые модели видеопроекторов (в том числе премиальный с поддержкой разрешения 8K) и телевизоров на базе новейшей версии Tizen 9.0 с поддержкой систем искусственного интеллекта и новой усиленной защитой от хакерских атак под маркой KNOX. Кроме того, была представлена обновлённая перспективная модель домашнего робота-помощника Ballie и множество моделей бытовой техники (роботы-пылесосы, стиральные машины, очистители воздуха, кондиционеры, холодильники серии Family Hub, а также различные кухонные приборы премиального класса), работающие на Tizen. В течение 2025 года на международный рынок были выпущены и другие Tizen-устройства, например, серия смарт-мониторов и первый в мире игровой 3D-монитор, не требующий наличия очков для создания трёхмерного изображения. Кроме того, на специализированных выставках Samsung представил новые модели электронных вывесок и многофункциональных аппаратов серии Samsung Kiosk, предназначенных для работы в общественных местах (предоставление рассчётно-кассовых и банковских услуг, заказ билетов и т.д.).

## Версии

### Версия 1.0 Larkspur
Официальный выпуск мобильной платформы Tizen 1.0 Larkspur состоялся 30 апреля 2012 года. По сравнению с бета-версией, в нём были добавлены следующие возможности:
- поддержка спецификаций W3C/HTML5;
- WebRTC;
- Vibration API — управление вибрацией;
- добавлены новые возможности, связанные с геолокацией, такие, как поиск маршрута и поддержка POI;
- поддержка 3D-графики, OpenGL ES 1.1 и 2.0;
- оконный менеджер на основе EFL (Enlightenment Foundation Libraries);
- добавлены новые аудио- и видеокодеки;
- Tizen SDK доступен для Ubuntu 10.04/10.10/11.04/11.10 и Windows XP SP3/7 32-bit;
- добавлен новый инструмент в SDK: Simulator — инструмент, основанный на веб-браузере и позволяющий запускать веб-приложения из-под различных профилей Tizen;
- улучшения в IDE включают большую гибкость с шаблонами и средства отладки;
- значительно улучшена производительность через эмулятор, добавлено аппаратное ускорение на чипах Intel.

Tizen 1.0 использовалась в устройстве для разработчиков Samsung RD-210, а также на основе версий Tizen 1.x выполнена платформа в камерах Samsung NX300, NX2000, NX300M, NX30.

### Версия 2.0 Magnolia
Опубликование альфа-версии мобильной платформы Tizen 2.0 Magnolia состоялось 25 сентября 2012 года, а 18 февраля 2013 года вышла финальная версия Tizen 2.0 Magnolia. Изменения в Tizen 2.0 Magnolia:
- улучшенный Web framework (W3C/HTML5);
- новый Web UI framework с поддержкой полноэкранного и многооконного режимов;
- дополнительные API для работы с устройством (поддержка Bluetooth и NFC, доступ к календарю, журналу звонков, подсистеме сообщений);
- новый Web Runtime framework;
- новый Native framework для приложений (с поддержкой фоновых приложений, IP Push и TTS (Text-To-Speech));
- новые системные приложения, включая Календарь, Контакты, Галерея, Телефон, Настройки и Видеоплеер;
- Tizen SDK доступен для Ubuntu 32-bit/64-bit, Windows XP SP3, Windows 7 32-bit/64-bit и Apple Mac OS X;
- расширенная Web IDE для разработки веб-приложений;
- новая Native IDE для разработки нативных приложений.

Tizen 2.0 использовалась в устройстве для разработчиков Samsung RD-PQ.

### Версия 2.1 Nectarine
Официальный выпуск мобильной платформы Tizen 2.1 Nectarine состоялся 17 мая 2013 года, основные изменения коснулись API для платформенно-специфической разработки.
Tizen 2.1 использовалась в устройствах для разработчиков Samsung RD-210 и RD-PQ и планшете от компании Systena.

### Версия 2.2
Tizen 2.2 была опубликована 22 июля 2013 года. Основные изменения связаны с добавлением поддержки аппаратных кнопок «Меню» и «Назад», исправлением ошибок, незначительными модификациями интерфейса ОС и SDK.
Tizen 2.2 использовалась в устройствах для разработчиков Samsung RD-210 и RD-PQ.

### Версия 2.2.1
Tizen 2.2.1 была опубликована 9 ноября 2013 года.
Tizen 2.2.1 используется в устройстве для разработчиков Samsung RD-PQ, смартфоне Samsung Z SM-Z910F, а также в «умных» часах Samsung Galaxy Gear, Gear 2 и Gear 2 Neo.

### Версия 2.3
Альфа-версия Tizen 2.3 для профилей Mobile и Wearable была опубликована 2 июня 2014 года, а 1 октября 2014 года вышла и бета-версия. Выпуск финальной версии Tizen 2.3 состоялся 8 ноября 2014 года.
Tizen 2.3 используется в устройстве для разработчиков Samsung RD-PQ, смартфонах Samsung Z SM-Z910F, Samsung Z1 SM-Z130H/DS и «умных» часах Samsung Gear S.

### Версия 3.0
Tizen 3.0 для ноутбуков, нетбуков, ультрабуков была анонсирована на конференции Tizen Developer Conference 23 мая 2013 года. В сентябре 2013 года на опубликованных в Интернете фотоснимках был продемонстрирован новый, значительно переработанный интерфейс мобильной версии Tizen 3.0 на устройстве для разработчиков RD-PQ и телефоне Samsung Galaxy S4, что подтверждает выход в будущем Tizen-смартфонов и с разрешением экрана Full HD 1920×1080. В этой версии системы планируется многопользовательская поддержка, поддержка 64-разрядной архитектуры для процессоров Intel и ARM, новый трёхмерный «движок» и т. д.
В Tizen 3.0 применяется следующий подход: выделена платформа Tizen Common (общая база) для разработчиков и интеграторов, разрабатываемая с опережением, а уже на её основе реализуются отдельные профили под разные аппаратные платформы (категории устройств): Mobile (смартфоны и планшеты), Wearable (носимая электроника — «умные» часы и браслеты), IVI (информационно-развлекательные системы для автомобилей), TV («умные» телевизоры), Camera (фотокамеры), Printer (принтеры), Refrigerator (холодильники).
В соответствии с «дорожной картой», показанной на конференции разработчиков Tizen Developer Summit Shanghai 2014 в октябре 2014 года, выпуск Tizen 3.0 Common был запланирован на 4-й квартал 2014 года. Выпуск профиля Tizen 3.0 IVI состоялся 4 февраля 2015 года, профили Tizen 3.0 Mobile/Wearable/TV выпущены в мае 2015 года.

### Версия 4.0
Tizen 4.0 M1 была опубликована 6 июня 2017 года. 
В этой версии:
- добавлена поддержка языка C#, Xamarin
- обновлены инструменты разработки (заявляется о полной поддержке C++11)
- добавлена поддержка Wayland
- поддержка голосового управления
- другие улучшения[13]

Версия Tizen 4.0 M2 была представлена 7 ноября 2017 года.
- .NET Core 2.0 runtime / .NET Standard 2.0 API / Xamarin.Forms 2.4.0 SR1
- улучшения интерфейса для круглых экранов (круглый скролбар, круглый видеоплеер)
- включена поддержка последних веб-стандартов (WebAssembly версия 0x1, запись медиапотока)
- улучшение управления (гибридный голосовой движок, плавающая клавиатура, окно быстрого ответа)
- другие улучшения[15]

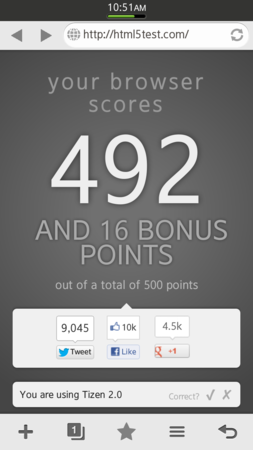
Tizen HTML5 score

В отличие от MeeGo, в Tizen 1.0 использовался интерфейс программирования приложений, основанный на HTML5 — Tizen Web API. Основанный на WebKit2 встроенный браузер на сегодняшний день обладает наиболее полной поддержкой стандарта HTML5. Также в Tizen интегрирована поддержка открытой платформы от Wholesale Applications Community (WAC) для создания веб-приложений. В Tizen 2.0 дополнительно появились интерфейсы программирования нативных приложений — Tizen Native API, добавленные компанией Samsung из платформы bada. В Tizen 2.1 появилась ограниченная поддержка приложений-виджетов (Dynamic Box), но ввиду того, что в самой системе пока нет рабочего стола, для использования таких приложений требуется установка специального нативного приложения-просмотрщика. Разработка нативных приложений осуществляется на языке C++ (Standard C++ ANSI ISO 14882 2003) и поддерживается только для профиля платформы Tizen Mobile (для смартфонов и планшетов).
Кроме того, имеются программные решения от компаний OpenMobile и Infraware, позволяющие запускать на Tizen Android-приложения.

### Дальнейший выпуск релизов системы
- Tizen 4.0 
  - Tizen 4.0 Public M3: 31 августа 2018
- Tizen 5.0: 31 мая 2018
  - Tizen 5.0 Public M1: 31 мая 2018
  - Tizen 5.0 Public M2: 30 октября 2018
- Tizen 5.5: 31 мая 2019
  - Tizen 5.5 Public M1: 31 мая 2019
  - Tizen 5.5 Public M2: 30 октября 2019
  - Tizen 5.5 Public M3: 27 августа 2020
- Tizen 6.0:  31 мая 2020
  - Tizen 6.0 M1: 31 мая 2020
  - Tizen 6.0 Public M2: 27 октября 2020
- Tizen 6.5: 31 мая 2021
  - Tizen 6.5 Public M1: 31 мая 2021
  - Tizen 6.5 Public M2: 31 октября 2021
- Tizen 7.0: 31 мая 2022
  - Tizen 7.0 Public M1: 31 мая 2022
  - Tizen 7.0 Public M2: 31 октября 2022
- Tizen 8.0: 31 мая 2023
  - Tizen 8.0 Public M1: 31 мая 2023

### Магазин приложений
Для публикации и распространения Tizen-приложений для смартфонов предлагается магазин Tizen Store, который был представлен 23 мая 2013 года на конференции Tizen Developer Conference в Сан-Франциско. Магазин открыт для пользователей одновременно с выходом первых мобильных Tizen-устройств на рынок, но разработчикам уже доступен личный кабинет, регистрация и последующая публикация приложений в котором бесплатны. Tizen Store поддерживает публикацию web-приложений (HTML5), нативных (C++) и гибридных приложений, а позднее планируется поддержка и мультимедиа-контента. Перед публикацией каждое приложение проходит сертификацию на соответствие политикам магазина, доступным для ознакомления после регистрации в личном кабинете. Tizen Store разрабатывается и управляется компанией Samsung, однако операторы сотовой связи и производители, использующие контрактное OEM-производство, будут иметь возможность создавать и свои магазины Tizen-приложений. Для распространения Tizen-приложений для «умных» часов предназначен магазин Samsung Gear Apps.
Среди способов монетизации приложений у разработчиков имеется возможность размещения платных приложений в Tizen Store, возможность встраивания в приложения мобильной рекламы от сервиса Samsung AdHub, а также возможность использования сервиса покупок внутри приложений (In App Purchase).
В 2013—2014 гг. проходили различные глобальные и региональные кампании и конкурсы для разработчиков Tizen-приложений с большими призовыми фондами для того, чтобы при выходе на рынок первых Tizen-смартфонов магазин Tizen Store мог предложить пользователям большое количество интересных и полезных приложений и игр. Летом 2013 года компанией Samsung проводилась кампания Tizen Port-a-thon по портированию на Tizen избранных bada-приложений из магазина Samsung Apps. 
Также, с июля по декабрь 2013 года Tizen Association проводила конкурс Tizen App Challenge.
С 31 декабря 2021 года Samsung окончательно прекратила поддержку магазина приложений Tizen Store для смартфонов; смарт-часы на Tizen OS будут поддерживаться ещё не менее 3-х лет через собственный магазин приложений.

С 2022 года вместо магазина приложений Tizen Store, работает магазин приложений Galaxy Store.

### Инструменты разработчика

#### Tizen SDK
Основным средством разработки под Tizen является инструментарий Tizen SDK. Он позволяет создавать веб-, нативные и гибридные приложения с помощью Tizen API. 
Интегрированная среда разработки Tizen IDE, входящая в полный набор Tizen SDK, основана на среде Eclipse.
Tizen SDK поддерживает внешние расширения для дополнительной функциональности. Например, для встраивания мобильной рекламы в приложения используется комплект In-App Purchase, а для переноса bada-приложений — bada Application Migration. Также есть возможность работы с картографическим сервисом Here с помощью расширения Maps Powered by HERE.

#### Инструменты партнеров
Для создания и публикации приложений под Tizen можно использовать инструменты, предоставляемые партнерами проекта, среди которых Intel XDK, Project Anarchy от Havok, Appcelerator и другие.
В Marmalade SDK поддержка Tizen появилась, начиная с версии 6.4.0,
Sencha добавила поддержку Tizen в Sencha Touch, начиная с версии 2.3.1.
Unity также заявили о поддержке платформы Tizen своим игровым движком.
Ведётся работа по адаптации библиотек Qt для Tizen. Выпущена альфа-версия Qt for Tizen 1.0 Alpha 6. Также в мае 2014 года стало известно, что Qt будет интегрирован в Tizen Common 3.0.
В начале ноября 2013 года компания DevExpress объявила о поддержке Tizen в своём продукте DevExtreme.
Для разработки приложений под платформу Tizen TV предназначен инструментарий Samsung TV SDK.

## Устройства, работающие на Tizen
Ожидалось, что первыми коммерческими устройствами, работающими на Tizen, в 2013 году по плану станут смартфоны компании Samsung, но их выпуск несколько раз переносился. В итоге первыми с Tizen на рынок вышли фотокамеры Samsung.

### Фото- и видеокамеры
Весной 2013 года стало известно, что выпущенные беззеркальные фотокамеры Samsung NX300 (представленная в январе 2013 года на выставке CES 2013) и Samsung NX2000 (представленная в мае 2013 года в Лондоне) работают на программной платформе с использованием элементов системы Tizen, в подтверждение чего в мае 2013 года компания Samsung опубликовала исходный код своих прошивок. 11 ноября 2013 года на конференции Tizen Developer Summit в Сеуле было официально объявлено, что в усовершенствованной модели беззеркальной камеры Samsung NX300M применяется программная платформа Tizen Camera Platform на основе системы Tizen. В 2014 году были представлены 4 камеры на этой платформе: Samsung NX30 (январь), NX Mini (апрель), NX3000 (май) и флагманская NX1 (сентябрь). В 2015 году были представлены ещё 2 новые камеры: Samsung NX500 и NX3300 (февраль).
28 марта 2017 года Samsung представил VR-камеру серии Gear 360 (2017), использующей обновлённую версию Tizen OS.

### Планшеты
В июне 2013 года японская компания Systena Corporation объявила о разработке планшета под управлением Tizen-версии 2.0. Презентация планшета состоялась в рамках выставки 3rd Smartphone & Mobile Expo (Smartphone Japan) 24 октября 2013 года. Планшет компании Systena предназначен для разработчиков, оснащён 10,1-дюймовым экраном с разрешением 1920x1200 (WUXGA), четырёхъядерным процессором ARM Cortex-A9 1,4 ГГц, 2 Гб ОЗУ и работает под управлением Tizen 2.1.
22 сентября 2016 в рамках московского форума «Интернет вещей» был представлен первый в мире планшет Digma Plane 8501 3G, работающий на новой версии Tizen 3.0. Устройство предназначено для корпоративного рынка и обладает повышенной системой защиты от несанкционированного доступа. Планируется, что гаджет будет поставляться российским государственным и бизнес-структурам.

### Смартфоны
В 2013 году по утёкшим данным стало известно, что компания Samsung готовила первые две модели Tizen-смартфонов — Samsung GT-I8800 и GT-I8805 под кодовыми именами Melius и Redwood и с HD-разрешением экрана (720x1280), но эти модели были отменены, Samsung решила закрыть проект. С 2012 по 2013 годы компанией Samsung было выпущено 3 модели устройств для разработчиков (reference device): RD-210 (на базе модели Samsung Galaxy S2 HD), RD-PQ (на базе модели Samsung Galaxy S3) и прототип SM-Z9005 (на базе модели Samsung Galaxy S4).
В  2013 году о планах выпуска Tizen-смартфонов в 2014 году заявляли компании Fujitsu, NEC, Huawei, ZTE, но позднее они отказались от своих планов, Samsung решила закрыть проект.
Также в 2013 году о будущем выпуске Tizen-смартфонов, разработанных компанией Samsung, для своих сетей, заявляли операторы NTT Docomo в Японии и Orange во Франции, но эти модели на рынок не вышли и проект закрыт.
2 июня 2014 года на конференции Tizen Developer Conference в Сан-Франциско была анонсирована, а 3 июня показана модель Tizen-смартфона, которая должна была стать первой коммерческой — Samsung Z SM-Z910F на аппаратной платформе ARM. Выход этого телефона в продажу был запланирован в третьем квартале 2014 года, сначала на рынке России, но в июле 2014 года было объявлено, что выход отложен, а впоследствии он был вообще отменён, в конце августа проект смартфона был закрыт.
В июле 2014 года стало известно, что компания Samsung готовит бюджетные модели смартфонов на Tizen — SM-Z130E и SM-Z130H — для рынка Индии. В итоге, 14 января 2015 года был представлен бюджетный смартфон Samsung Z1 SM-Z130H/DS с поддержкой двух SIM-карт. Эта модель и стала фактически первой коммерческой моделью Tizen-смартфона и быстро поступила в продажу на индийском рынке в январе 2015 года по цене 5 700 рупий (92 USD). В начале февраля 2015 года Samsung Z1 поступил на рынок Бангладеш, Шри-Ланки и Непала. 

В октябре 2015 была представлена более продвинутая модель Samsung Z3 (SM-Z300H), предназначенная для индийского рынка. Чуть позже в Москве была показана модификация Samsung Z3 с поддержкой 4G LTE, адаптированная для российского корпоративного рынка и государственных организаций. Эта B2B версия смартфона поддерживает локализованную защищённую Tizen OS, призванную исключить несанкционированный доступ к передаваемой конфиденциальной информации. В июне 2016 года Samsung Z3 Corporate Edition с предустановленной версией Tizen 2.4 поступил в продажу на территории России.
В конце августа 2016 в Нью-Дели (Индия) был представлен очередной Tizen-смартфон Samsung Z2, который рассчитан на массовый рынок. Это первая доступная в розничной продаже модель, поддерживающая работу в мобильных сетях четвёртого поколения LTE/4G. Бюджетный аппарат, стоимостью менее 70 $ предназначен для реализации в развивающихся странах. Вслед за Индией гаджет поступил на мобильные рынки ЮАР, Индонезии, Кении, Непала, Бангладеш, Нигерии и Шри-Ланки. Samsung Z2 использует версию мобильной Tizen 2.4, которая позволяет расширить функционал устройства, а также имеет обновлённый интерфейс.
17 мая 2017 года на конференции Tizen-разработчиков TDC-2017 был представлен новый смартфон Samsung Z4 — первое в мире устройство на версии Tizen 3.0 (его ТХ: 4,5 дюйма, 480*800, 4*1,5 ГГц, 1/8 ГБ — расширяется до 128 ГБ картой microSD, две камеры по 5 МП, 2 сим-карты). Продажи новых аппаратов стартовали 19 мая в Индии. Согласно заявлению представителей Samsung, до конца 2017 года смартфоны на Tizen OS должны были появиться на рынках 50 стран в нескольких регионах (Африка, Южная и Юго-Восточная Азия, Средний Восток, Латинская Америка). В перспективе Samsung намеревался запустить продажи Tizen-смартфонов по всему миру. Однако по состоянию на ноябрь 2018 года Tizen-смартфоны продавались на территории 18-ти развивающихся государств (включая Индию, Индонезию, Египет, ЮАР, Кению, Боливию, Перу, Пакистан, Нигерию и т.д.). 
В нескольких специализированных изданиях появилась информация, что Samsung затормозил мобильное направление Tizen под давлением корпорации Google, которая увидела в ней прямого конкурента. Согласно анонимным сообщениям нескольких сотрудников Samsung, южнокорейская корпорация вынашивала планы запуска революционного смартфона-трансформера с гибким дисплеем на базе Tizen, однако череда закулисных интриг не позволила корпорации избавиться от патологической Google-зависимости. Первая модель складного смартфона Samsung Galaxy Fold, в результате, получила специально адаптированную версию Android 9 Pie.  Согласно сообщениям в некоторых японских и китайских СМИ, Samsung не запланировал выпуск Tizen-моделей на ближайшие годы. "Однако это не означает, что мы не будем выпускать смартфоны на Tizen OS в будущем", - сказал неназванный представитель Samsung. Как считают эксперты, Samsung продолжает негласную разработку мобильной версии Tizen для смартфонов на случай возникновения непреодолимых разногласий с корпорацией Google (так называемый Plan B).

### «Умные» часы
23 февраля 2014 года в Барселоне компания Samsung анонсировала второе поколение своих «умных» часов и уже на платформе Tizen — две модели: Gear 2 и Gear 2 Neo. В конце мая 2014 года вышло обновление прошивки для часов первого поколения — модели Galaxy Gear — уже не на системе Android, а тоже на Tizen. 3 сентября 2014 года на выставке IFA было представлено третье поколение «умных» часов от Samsung — новая модель Gear S на Tizen, получившая в качестве нововведений увеличенный и изогнутый Super AMOLED экран с разрешением 360×480, 3G-модуль с поддержкой nanoSIM-карт, Wi-Fi, A-GPS/ГЛОНАСС и возможность самостоятельной работы без смартфона-компаньона (первые два поколения часов работали только как спутники смартфона).
В сентябре 2015 года на вставке IFA в Берлине была представлена новая модель смарт-часов Samsung Gear S2, которая отличается круглым дисплеем и уникальным управляющим безелем (специальным подвижным кольцом, обрамляющим электронный циферблат) для удобного перемещения по меню. В октябре 2015 года в продажу поступило две модификации (sport и classic), которые работают совместно со смартфоном (подходит практически любой Android-аппарат, оснащённый не менее чем 1,5 Гб ОЗУ и версией операционной системы не ниже 4.4 KitKat). В начале 2016 года в некоторых странах появилась более дорогая версия с поддержкой мобильной связи стандарта 3G и встроенной SIM-картой, что позволяет владельцам устройства обходиться без смартфона. В феврале 2016 было объявлено, что Samsung работает над приложением для синхронизации со смартфонами iPhone компании Apple. Одновременно в продаже появились премиальные версии Gear S2 с золотой и платиновой отделкой. В марте 2016 года в Базеле (Швейцария) состоялась презентация люксовой версии Samsung Gear S2, созданной совместно со швейцарской ювелирной компанией Degrisogono, украшенной 127 бриллиантами и розовым золотом, в продажу модель поступила в июне 2016 по цене 15000 долларов США. Лимитированные партии выпускаются в количестве 100 штук в месяц.
В июне 2016 года на международный рынок выпущены спортивные часы-трекер Samsung Gear Fit2, которые стали одними из самых оснащённых гаджетов этого сегмента. Новинка была высоко оценена экспертным сообществом и покупателями.
Выход новой модели смарт-часов Samsung Gear 3 состоялся в ноябре 2016 года. Гаджет поступил в продажу в двух версиях: Classic (рассчитана на бизнес-пользователей) и Frontier (для спортсменов и любителей экстремального туризма). Модель Frontier получила так называемый «военный стандарт», который гарантирует защиту устройства от попадания воды и пыли, а также устойчивость к ударам и сильным перепадам температур. Кроме того, на некоторые рынки поступила модификация Frontier с поддержкой связи 3G/LTE 4G, позволяющая фактически заменить смартфон. По сравнению с предыдущей серией Gear S2 новое устройство получило больший объём ОЗУ, более производительный процессор и полноценную поддержку мобильного платёжного сервиса Samsung Pay (встроенный комбинированный модуль MST/NFC, позволяющий использовать практически любой автоматический терминал для проведения транзакций). Весной 2017 года на некоторых рынках появилась LTE-версия модели Gear S3 Classic.
В рамках международной выставки IFA 2017, которая проходила в Берлине (Германия), были представлены очередные модели носимых Tizen-устройств: фитнес-браслет Samsung Gear Fit2 Pro и спортивные смарт-часы Samsung Gear Sport. Главным отличием от предыдущих моделей стало наличие полноценной водозащиты, что позволяет использовать указанные девайсы для мониторинга достижений в любых водных видах спорта и дайвинге (допускается возможность погружений до 50 метров). Кроме того, Gear Sport стали первым в мире носимым устройством, использующем версию Tizen 3.0. Оба гаджета также отличаются наличием предустановленных приложений от ведущих спортивных брендов Speedo, Under Armour и некоторых других, что повышает качество мониторинга спортивных достижений.
9 августа 2018 года на специальном мероприятии Samsung Galaxy Unpacked состоялась презентация смарт-часов Galaxy Watch (ребрендированное продолжение серии носимых устройств Samsung Gear S), использующих новейшую версию Tizen 4.0. Спустя несколько недель состоялся мировой релиз этого девайса, получившего расширенные функции по сравнению с предшественниками, а также лучшую производительность и увеличенную продолжительность работы на одном заряде аккумулятора (производитель заявляет 7 дней для 46-мм версии и до 4 дней для 42-мм). В часах используется усовершенствованная аппаратная платформа с новым фирменным процессором Exynos, специально разработанного для носимых устройств.
Вплоть до начала 2021 года Samsung продолжал выпускать новые модели Tizen-часов с улучшенными характеристиками и расширенными возможностями. Были добавлены такие важные функции как измерение кровяного давления и снятие кардиограммы. С лета 2021 года производитель перешёл на выпуск смарт-часов на базе Wear OS от Google с элементами кода Tizen.

### Компьютеры
В будущем появятся и ноутбуки и ультрабуки с системой Tizen — на конференции Tizen Developer Conference 2013 компания Intel показала прототип такого ультрабука с процессором Intel Core i7 и графической средой Tizen Shell, основанной на оболочке GNOME Shell. В 2012 году о планах выпуска нетбуков с Tizen, ориентированных на рынки развивающихся стран, заявляли и компании Acer и ASUS. В июне 2014 года на конференции Tizen Developer Conference корпорация Intel выдавала посетителям в качестве устройства для разработчиков (reference device) мини-ПК Intel NUC DE3815TYKHE на базе процессора Intel Atom и с предустановленной Tizen Common 3.0 alpha.

### «Умные» телевизоры и бытовая техника
В сентябре 2013 года на выставке IFA 2013 было объявлено, что Samsung хочет сделать объединение экосистемы Tizen в единую сеть, которая соединяет все электронные устройства, сделанные Samsung. Внедрение Tizen в «умные» телевизоры (Smart TV) и бытовую технику для создания сети Smart Home началось с 2014 года. В начале февраля 2014 года была представлена использующая Tizen стиральная машина Samsung WW9000 с «умной» функциональностью. Одной из её особенностей является функция Smart Control, позволяющая удалённо управлять машиной со смартфона с помощью специального приложения. 2 июня 2014 года на конференции Tizen Developer Conference был продемонстрирован прототип телевизора на платформе Tizen TV от компании Samsung. 16—17 сентября 2014 года на конференции Samsung Open Source Conference (SOSCON) работа платформы Tizen TV была продемонстрирована на коммерческой модели телевизора Samsung UN65H8000AF, которая изначально поставляется на рынок с платформой Samsung Hub. В начале января 2015 года на выставке CES 2015 были представлены новые SUHD-модели «умных» телевизоров Samsung JS8500, JS9000 и JS9500 на платформе Tizen TV, и также было объявлено, что все новые модели Samsung Smart TV, выпущенные в 2015 году, будут поставляться на платформе Tizen TV, а ряд моделей 2014 года (Samsung H7150, H8000, HU8550 и HU9000) получат возможность обновления до Tizen TV после приобретения специальных аппаратных модулей Evolution kit.
Начиная с 2015 года все смарт-телевизоры Samsung выпускаются исключительно с предустановленной Tizen OS. Аппараты заняли лидирующие места на международном рынке.
В октябре 2015 в США впервые в истории Samsung реализовал таких аппаратов на сумму более чем 1 миллиард долларов.
Весной 2015 года на южнокорейском рынке вышла обновлённая версия робота-пылесоса Samsung POWERbot — теперь там используется Tizen. Робот-пылесос поддерживает автоматическую очистку всей доступной территории, очистку заданной территории, работу по расписанию и управление со смартфона.
В 2016 году Samsung выпустил работающие на Tizen принтер, холодильник и климатическую систему.
Смарт-холодильник, получивший название Samsung Family Hub, стал первым в мире продуктом этого сегмента, который способен предоставить неограниченные возможности благодаря подключению к интернету и наличию универсального медиаплеера. Эксклюзивные сервисы, разработанные Samsung совместно с партнёрами, позволяют сделать быстрый заказ продуктов на дом, посмотреть содержимое холодильных камер (благодаря встроенным фотомодулям) со смартфона владельца, «перекинуть» просмотр программ с телевизора Samsung на монитор холодильника, создавать интерактивные электронные доски и календари для коммуникации членов семьи и многое другое.
В январе 2017 года в рамках международной выставки CES-2017 Samsung представил новую версию смарт-холодильника Samsung Family Hub 2.0 со встроенной системой искусственного интеллекта Bixby, а также ещё ряд продуктов, использующих Tizen OS (роботы-пылесосы, кондиционеры, стиральные машины и так далее).
В течение 2017 года на международный рынок поступили новые модели телевизоров Samsung на Tizen 3.0 (линейки Q6, Q7, Q8, Q9 и дизайнерская серия The Frame, отмеченные многочисленными наградами, в том числе CES 2017 «За лучшие инновации»). Смарт-телевизоры получили обновлённый интерфейс и расширенные возможности по управлению контентом. Кроме того, они позволяют осуществлять управление системами «умного дома» непосредственно с пульта телевизора.
В 2018 году Samsung укрепил своё мировое лидерство на рынке премиальных телевизоров, выпустив первую массовую модель (серия Q900R, состоящая из 3 модификаций с разной диагональю экрана, от 65 до 85 дюймов) на TIZEN 4.0 с полноценной поддержкой разрешения 8K (7680×4320) и системой искусственного интеллекта, которая позволяет в реальном времени масштабировать и улучшать изображение более низкого разрешения до стандарта 8K. Это первая в мире технология интеллектуального масштабирования, получившая название 8K AI Upscaling.
В 2021 году стартовал выпуск «умных» телевизоров таких марок как Hisense, Realme, Skyworth и Haier с программным обеспечением на платформе Tizen TV. Открытый программный код позволил дорабатывать платформу Smart TV Tizen для каждого индивидуально.
В последующие годы список фирм-производителей постоянно расширялся. В частности, в 2024-м году к Tizen-альянсу присоединился премиальный немецкий бренд Loew, а в 2025-м добавилось ещё несколько брендов из Северной и Южной Америки, Европы и Австралии.

### Информационно-развлекательные системы в автомобилях
Ведётся разработка проекта Tizen IVI (in-vehicle infotainment), в рамках которого на базе Tizen создаётся новая платформа для информационно-развлекательных систем в автомобилях, автобусах, самолётах и в других системах. В ходе конференции Tizen Developer Conference 2013 автомобилестроительной компанией Land Rover был продемонстрирован первый образец такой системы. В конце мая 2013 года на конференции Automotive Linux Summit компания Toyota презентовала специальный плагин, который объединяет в единую систему управления Tizen IVI и свою Toyota IVI. В сентябре 2013 года на международном грузовом автосалоне COMTRANS 2013 ОАО «КАМАЗ» и корпорация Intel представили свой прототип бортовой информационно-развлекательной системы на базе процессора Intel Atom и операционной системы с открытым кодом, совместимой с Tizen.
После приобретения американского конгломерата Harman в марте 2017 года Samsung намерен внедрить Tizen OS в автомобильные информационно-развлекательные системы, которые Harman поставляет ведущим автопроизводителям под известными брендами JBL, Harman/Kardon, Mark Levinson и др.

## Критика
3 апреля 2017 года журнал Vice сообщил на своем веб-сайте «Motherboard», что Амихай Нейдерман, израильский эксперт по безопасности, обнаружил более 40 уязвимостей нулевого дня в коде Tizen, которые позволяют хакерам удаленно получать доступ к большому числу устройств Samsung, поставляемых в настоящее время и работающих под управлением Tizen, таких как смарт-телевизоры и мобильные телефоны. Только после публикации статьи компания Samsung, с которой Нейдерман пытался и не смог связаться за несколько месяцев до этого, пошла на общение с экспертом. В то же время ряд профильных ресурсов обвинили Нейдермана в ангажированности, а организаторы крупной международной конференции по кибербезопасности, проходившей в Стокгольме (сентябрь 2017), исключили Нейдермана из списка докладчиков по Tizen, сочтя его исследования некорректными.